# نصیرالدین مرعشی
نصیرالدین مرعشی از فرزندان میربزرگ و از شاهزادگان مرعشیان بود. او مدت‌ها دیوانسالار سید علی ساری بود و پس از مرگ علی نیز در کنار مرتضی، پسر علی، باقی ماند. اما مرتضی سیاست‌های متفاوتی اتخاذ کرد که با نارضایتی نصیرالدین مواجه شد و این تصمیمات موجب اختلاف میان این دو شد. نصیرالدین در دو نبرد لپور و وازیدمال سعی کرد تا خود به قدرت برسد ولی به خاطر حمایت‌های تیموریان از مرتضی، موفق به این کار نشد و هر بار به درگاه کیاییان در گیلان پناه برد. وی پس از چند تلاش ناموفق برای دستیابی به حکومت مرعشیان، تا آخر عمر در گیلان ماند.
پسر نصیرالدین به نام سید ظهیرالدین مرعشی از بزرگ‌ترین نویسندگان تاریخ طبرستان و گیلان است. او نیز همچون پدر در خدمت کیاییان گیلان بود.